# Himantandrowate

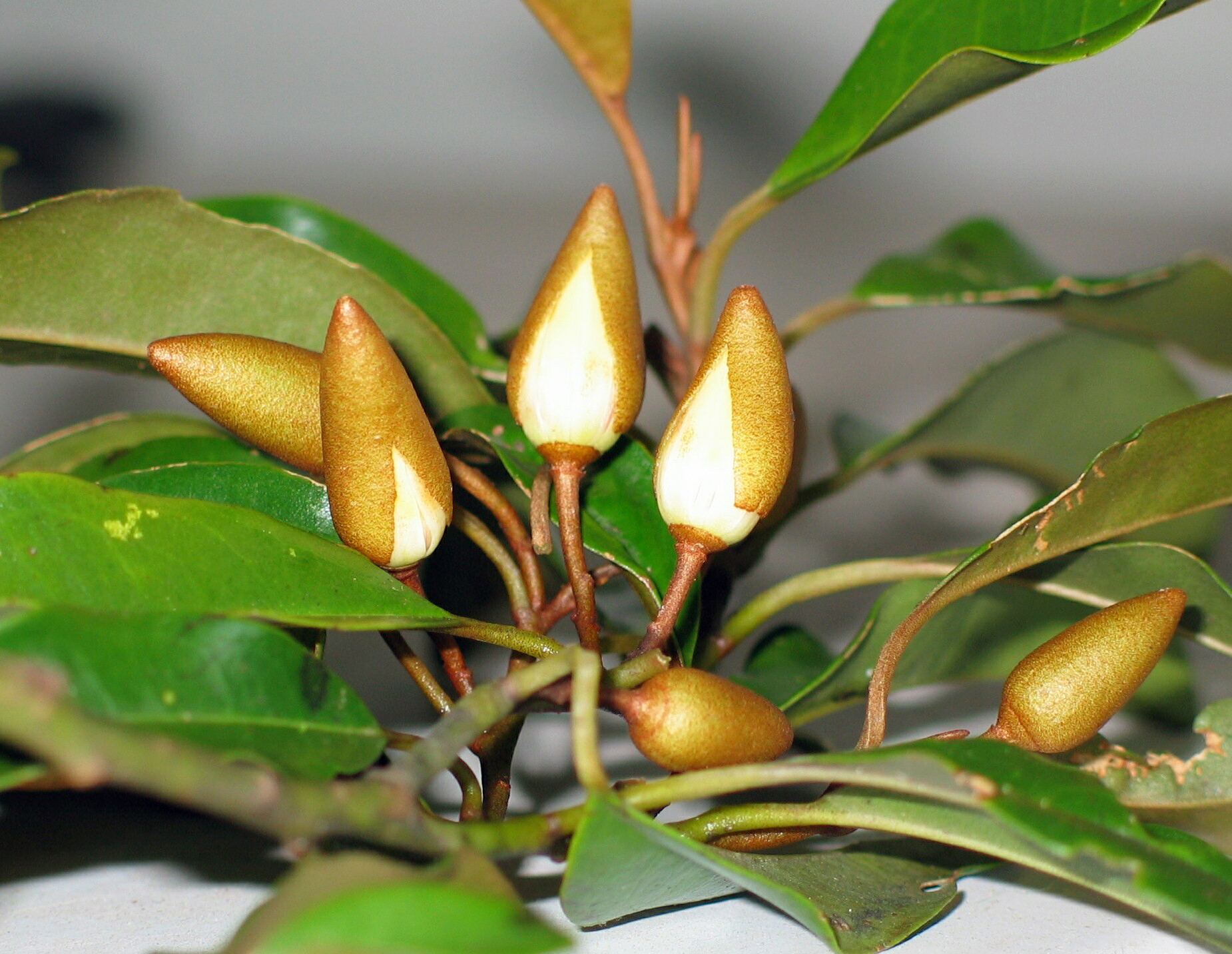
Rozwijające się kwiaty okryte kapturkowato zrośniętymi przysadkami

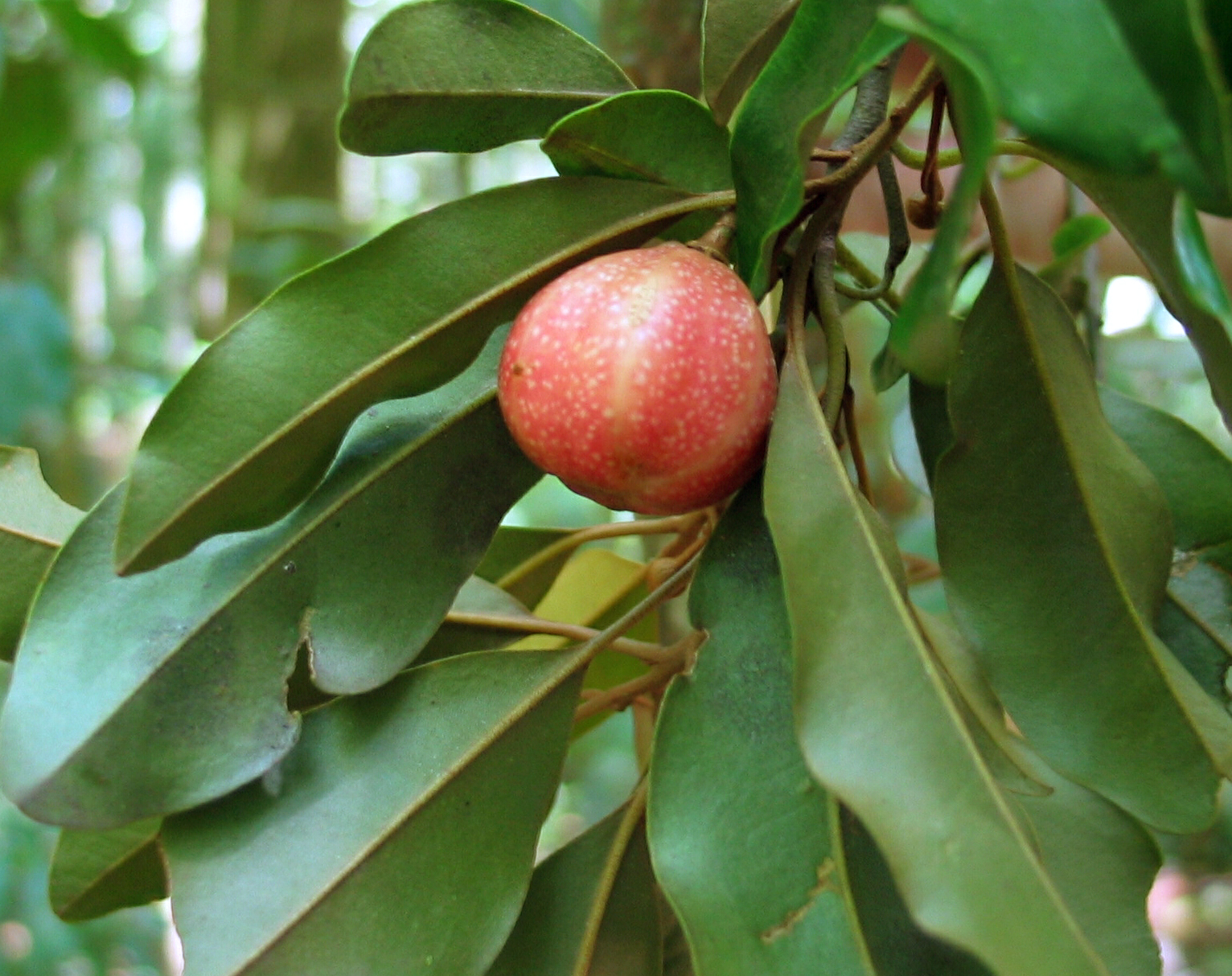
Owoc Galbulimima belgraveana

Himantandrowate (Himantandraceae Diels.) – rodzina roślin należąca do rzędu magnoliowców. Obejmuje jeden rodzaj – Galbulimima z dwoma gatunkami, o niejasnym statusie i czasem uznawanych za jeden, zmienny gatunek. Rośliny te występują w strefie tropikalnej południowo-wschodniej Azji i Australii – na wyspach Celebes, Molukach, Nowa Gwinea oraz w północno-wschodniej części Queensland, gdzie rosną w wilgotnych lasach równikowych. Nasiona rozprzestrzeniane są przez gołębie.
Są to drzewa eksploatowane dla drewna. Na Nowej Gwinei Papuasi aromatyczną korę i liście (silnie pachnące zwłaszcza po skruszeniu) wykorzystują jako halucynogen (rośliny zawierają alkaloidy pirydynowe). W łodygach liczne są promienie miękiszowe z komórkami zawierającymi kryształy szczawianu wapnia. Rośliny zawierają także olejki eteryczne.
Nazwa rodziny pochodzi od nazwy rodzajowej Himantandra uznanej za późniejszy synonim rodzaju Galbulimima. Nazwa ta utworzona została z greckich słów ιμάς (himas) znaczącego „wstążka, taśma” i άνδρες (andres) znaczącego „mężczyzna” i utworzona została w nawiązaniu do charakterystycznych dla tych roślin, taśmowatych pręcików.

## Morfologia
PokrójOkazałe drzewa, których młode pędy okryte są gęsto tarczowatymi i frędzlowatymi rdzawymi włoskami. Rośliny aromatyczne, z komórkami wydzielniczymi w tkankach miękiszowych zawierającymi olejki eteryczne.
LiścieSkrętoległe, pojedyncze, ogonkowe, bez przylistków, często z prześwitującymi gruczołkami, całobrzegie. Użyłkowanie pierzaste. Liście od spodu pokryte tarczowatymi włoskami. Tarczki tworzone są przez 30–56 promieniście rozchodzących się z krótkiego trzonka wydłużonych komórek, tworzących silnie pocięty „parasol”. Pod nim skupia się 5–7 szparek oddechowych. Z wierzchu liście są nagie.
KwiatyOkazałe, obupłciowe, wyrastające pojedynczo, rzadziej zebrane po 2–3 w kątach liści, zwykle krótkoszypułkowe. Kwiaty są promieniste, ale pozbawione okwiatu. Pąk kwiatowy osłaniają dwie przysadki pełniące funkcję kielicha (czasem opisywane jako kielich). Z kolei funkcję płatków korony pełnią wyrastające spiralnie, taśmowate prątniczki w liczbie od 3 do 23. Wewnątrz kwiatu znajdują się pręciki w liczbie od 13 do 130, także wyrastające spiralnie, niezróżnicowane na nitkę i pylnik. Na brzegach taśmowatych pręcików znajdują się cztery worki pyłkowe pękające podłużną szczeliną. Ziarna pyłku są jednobruzdowe. Między pręcikami i słupkowiem znajduje się kolejnych 13–22 spiralnie wyrastających prątniczków. Na pręcikach i części prątniczków występują włoski gruczołowe. Słupki są górne, tworzone przez zwykle 7 do 10, rzadziej do 30 zamkniętych, jednokomorowych owocolistków, każdy zwieńczony własną szyjką słupka. Owocolistki są słabo zrośnięte ze sobą u dołu. W każdym z nich rozwija się pojedynczy (rzadko dwa), odwrócony zalążek.
OwoceW czasie owocowania poszczególne owocolistki zrastają się, tworząc jeden pestkowiec uważany jednak za owoc zbiorowy, zawierający kilka drobnych, twardych i spłaszczonych nasion. Zarodek w nich jest prosty i drobny, bielmo jest bogate w oleje.

## Systematyka
Jedna z rodzin tradycyjnie uznawana za pierwotne w obrębie okrytonasiennych. W systemie Cronquista (1981) sytuowana obok magnoliowatych, degeneriowatych i flaszowcowatych w obrębie rzędu magnoliowców. W tym też rzędzie rodzina jest ujmowana w innych systemach końca XX i początku XXI wieku (system Thorne’a z 2003, systemy APG). W systemie Takhtajana z 2009 podniesiona była do rangi własnego, monotypowego rzędu Himantandrales.
Pozycja systematyczna według Angiosperm Phylogeny Website (aktualizowany system APG IV z 2016)
Klad siostrzany degeneriowatych w obrębie rzędu magnoliowców.
|  | degeneriowate Degeneriaceae     |
|  |                                 |
|  | himantandrowate Himantandraceae |
|  |                                 |

|  | Eupomatiaceae            |
|  |                          |
|  | flaszowcowate Annonaceae |
|  |                          |

|  | degeneriowate Degeneriaceae     |
|  |                                 |
|  | himantandrowate Himantandraceae |
|  |                                 |

|  | Eupomatiaceae            |
|  |                          |
|  | flaszowcowate Annonaceae |
|  |                          |

|  | degeneriowate Degeneriaceae     |
|  |                                 |
|  | himantandrowate Himantandraceae |
|  |                                 |

|  | Eupomatiaceae            |
|  |                          |
|  | flaszowcowate Annonaceae |
|  |                          |

|  | degeneriowate Degeneriaceae     |
|  |                                 |
|  | himantandrowate Himantandraceae |
|  |                                 |

|  | Eupomatiaceae            |
|  |                          |
|  | flaszowcowate Annonaceae |
|  |                          |

|  | degeneriowate Degeneriaceae     |
|  |                                 |
|  | himantandrowate Himantandraceae |
|  |                                 |

|  | Eupomatiaceae            |
|  |                          |
|  | flaszowcowate Annonaceae |
|  |                          |

|  | degeneriowate Degeneriaceae     |
|  |                                 |
|  | himantandrowate Himantandraceae |
|  |                                 |

|  | Eupomatiaceae            |
|  |                          |
|  | flaszowcowate Annonaceae |
|  |                          |

|  | degeneriowate Degeneriaceae     |
|  |                                 |
|  | himantandrowate Himantandraceae |
|  |                                 |

|  | Eupomatiaceae            |
|  |                          |
|  | flaszowcowate Annonaceae |
|  |                          |

|  | degeneriowate Degeneriaceae     |
|  |                                 |
|  | himantandrowate Himantandraceae |
|  |                                 |

|  | Eupomatiaceae            |
|  |                          |
|  | flaszowcowate Annonaceae |
|  |                          |

Podział rodziny
W ujęciu The Plant List i Plants of the World należy tu jeden rodzaj z jednym gatunkiem:
Galbulimima F.M.Bailey
- Galbulimima belgraveana (F.Muell.) Sprague

W innych ujęciach wyodrębniany w randze osobnego gatunku jest:
- Galbulimima baccata F.M.Bailey